# Награды Центрального комитета ВЛКСМ

В списке приводятся награды комсомола общесоюзного уровня — премии, знаки, значки, грамоты, учрежденные Центральным комитетом ВЛКСМ, выдававшиеся (присваивавшиеся) за заслуги, отличия перед комсомолом. К наградам также относилось занесение награждаемых в особые почётные списки и книги почёта.
Высшей наградой ЦК ВЛКСМ был Почётный знак ВЛКСМ, учреждённый 28 марта 1966 года. До этого — с 24 июня 1947 года — высшей мерой поощрения было занесение в Книгу почёта Центрального комитета ВЛКСМ. Ранее единственной наградой ЦК ВЛКСМ была Почётная грамота ЦК ВЛКСМ, учреждённая 5 сентября 1942 года.
Награды приведены по дате их учреждения. В список не включаются награды, которые были учреждены республиканскими, областными, городскими, районными и иными нижестоящими комитетами ВЛКСМ.
| №  | Наименование награды | Внешний вид знака награды | Дата учреждения  | Годы награждения | Документ, учреждающий награду |
| -- | --- | ------------------------- | ---------------- | ---------------- | --- |
| 1  | Почётная грамота ЦК ВЛКСМ |                           | 5 сентября 1942  | 1942—1991        | Постановление Секретариата ЦК ВЛКСМ С-43/11 от 5 сентября 1942 года |
| 2  | Почётная грамота ЦК ВЛКСМ «Комсомольцу-партизану» |                           | 17 сентября 1943 | 1943—1945        | Постановление ЦК ВЛКСМ от 17 сентября 1943 года |
| 3  | Книга почёта Центрального комитета ВЛКСМ |                           | 24 июня 1947     | 1947—1991        | Постановление Бюро ЦК ВЛКСМ Б-482/12 от 24 июня 1947 года |
| 4  | Значок ЦК ВЛКСМ «За освоение новых земель» |                           | 31 мая 1954      | 1954             | Постановление Бюро ЦК ВЛКСМ 31 мая 1954 года |
| 5  | Знак ЦК ВЛКСМ «Лучшему пионервожатому» |                           | 18 августа 1954  | 1954—1974        | Постановление 18 августа 1954 года |
| 6  | Значок ЦК ВЛКСМ «Молодому передовику производства» |                           | 23 июня 1956     | 1957—1974        | Постановление от 23 июня 1956 года |
| 7  | Знак ЦК ВЛКСМ «Участнику уборки урожая на целине. 1956» |                           | 31 декабря 1956  | 1956             | Постановление от 31 декабря 1956 |
| 8  | Значок ЦК ВЛКСМ «Передовику новостроек VI пятилетки» |                           | 31 декабря 1956  | 1957—1959        | Постановление ЦК ВЛКСМ от 31 декабря 1956 года |
| 9  | Значок ЦК ВЛКСМ «За высокий урожай кукурузы» |                           | 26 апреля 1957   | 1957             | Постановление ЦК ВЛКСМ от 26 апреля 1957 года. |
| 10 | Знак ЦК ВЛКСМ «За освоение голодной степи» |                           | 31 декабря 1957  | 1957—1959        | Постановление 31 декабря 1957 |
| 11 | Знак ЦК ВЛКСМ «Участнику уборки урожая на целине. 1957» |                           | 31 декабря 1957  | 1957             | Постановление 31 декабря 1957 |
| 12 | Значок ЦК ВЛКСМ «Строителю предприятий черной металлургии» |                           | 17 февраля 1958  | 1958             | Постановление ЦК ВЛКСМ от 17 февраля 1958 года |
| 13 | Значок ЦК ВЛКСМ «За активную работу в комсомоле» |                           | 11 апреля 1958   | 1958—1991        | Постановление Бюро ЦК ВЛКСМ С-114/15 от 11 апреля 1958 года |
| 14 | Знак ВЛКСМ «Победителю в соревновании в честь 40-летия ВЛКСМ» |                           | 28 октября 1958  | 1958             | Постановление 28 октября 1958 |
| 15 | Значок ЦК ВЛКСМ «За активную работу с пионерами» |                           | 21 ноября 1958   | 1958—1991        | Постановление Бюро ЦК ВЛКСМ от 21 ноября 1958 года |
| 16 | Значок ЦК ВЛКСМ «За успехи в развитии животноводства» |                           | 31 декабря 1958  | 1958—1964        | Постановление 31 декабря 1958 |
| 17 | Знак ЦК ВЛКСМ «Участнику уборки урожая на целине. 1958» |                           | 31 декабря 1958  | 1958             | Постановление 31 декабря 1958 |
| 18 | Значок ЦК ВЛКСМ «Передовику ударного строительства химии» |                           | 31 декабря 1958  | 1958—1974        | Постановление ЦК ВЛКСМ 31 декабря 1958 |
| 19 | Знак ЦК ВЛКСМ «Лучшему кукурузоводу» |                           | 31 декабря 1959  | 1959             | Постановление 1959 |
| 20 | Почётный знак ВЛКСМ |                           | 28 марта 1966    | 1966—1991        | Постановление Бюро ЦК ВЛКСМ Б-36/35 от 28 марта 1966 года |
| 21 | Премия Ленинского комсомола |                           | 28 марта 1966    | 1966—1991        | Постановление Бюро ЦК ВЛКСМ от 28 марта 1966 года |
| 22 | Знак ЦК ВЛКСМ «Лауреат всесоюзного смотра научно-технического творчества молодежи» |                           | 1967             | 1967—1991        | |
| 23 | Знак ЦК ВЛКСМ «Золотой колос» |                           | 26 мая 1967      | 1967—1991        | Постановление Бюро ЦК ВЛКСМ Б-11/30 от 26 мая 1967 года |
| 24 | Почетный знак комсомола «Спортивная доблесть» |                           | 10 августа 1967  | 1967—1991        | Постановление от 10 августа 1967 года |
| 25 | Знак ЦК ВЛКСМ и Союза писателей СССР «Лауреат конкурса имени Н. Островского» |                           | 31 декабря 1967  | 1967             | Постановление 31 декабря 1967 |
| 26 | Юбилейный значок ЦК ВЛКСМ «50 лет ВЛКСМ» |                           | 28 октября 1968  | 1968             | Постановление от 28 октября 1968 |
| 27 | Юбилейный значок ЦК ВЛКСМ «Молодому передовику производства» |                           | 28 октября 1968  | 1968             | Постановление 28 октября 1968 |
| 28 | Знак ЦК ВЛКСМ «Лучшему молодому хлопкоробу» |                           | 20 мая 1969      | 1958             | Постановление от 20 мая 1969 года |
| 29 | Знак ЦК ВЛКСМ «Трудовая доблесть» |                           | 13 октября 1970  | 1971—1991        | Постановление Бюро ЦК ВЛКСМ Б-6/За от 13 октября 1970 года |
| 30 | Знак «Молодому передовику животноводства» |                           | 6 мая 1971       | 1973—1986        | Постановление Бюро ЦК ВЛКСМ Б-17/3а от 6 мая 1971 года |
| 31 | Медаль и значок ЦК ВЛКСМ «Комсомольскому пропагандисту» |                           | 12 мая 1971      | 1971—1991        | Постановление Бюро ЦК ВЛКСМ Б-17/9а от 12 мая 1971 года |
| 32 | Знак ЦК ВЛКСМ «Мастер — золотые руки» |                           | 29 сентября 1971 | 1973—1988        | Постановление Бюро ЦК ВЛКСМ от 29 сентября 1971 года |
| 33 | Значок ЦК ВЛКСМ и Министерства высшего и среднего специального образования СССР «За отличную учёбу» для студентов высших учебных заведений |                           | 26 октября 1971  | 1971—1991        | Постановление Бюро ЦК ВЛКСМ Б-26/11 от 26 октября 1971 года |
| 34 | Значок ЦК ВЛКСМ и Министерства высшего и среднего специального образования СССР «За отличную учёбу» для учащихся средне-специальных учебных заведений |                           | 26 октября 1971  | 1971—1991        | Постановление Бюро ЦК ВЛКСМ Б-26/11 от 26 октября 1971 года |
| 35 | Значок «Ленинский зачёт» |                           | 6 февраля 1972   | 1970—1991        | Постановление от 6 февраля 1972 |
| 36 | Значок ЦК ВЛКСМ «За отличную учёбу» учащимся общеобразовательных школ |                           | 25 июля 1972     | 1972—1991        | Постановление Бюро ЦК ВЛКСМ Б-43/10 от 25 июля 1972 года |
| 37 | Значок ЦК ВЛКСМ «За активное развитие молодёжного туризма» |                           | 11 декабря 1972  | 1972—1991        | Постановление Секретариата ЦК ВЛКСМ С-52/7 от 11 декабря 1972 года |
| 38 | Знак ЦК ВЛКСМ «Моя Родина — СССР» I, II и III степени |                           | 11 декабря 1972  |                  | Постановление Секретариата ЦК ВЛКСМ С-52/7 от 11 декабря 1972 года |
| 39 | Значок ЦК ВЛКСМ и Государственного комитета Совета министров СССР по профессионально-техническому образованию «За отличную учёбу» для учащихся учебных заведений профтехобразования                                                                                             |                           | 4 января 1973    | 1973—1991        | Постановление Бюро ЦК ВЛКСМ Б-60/la от 4 января 1973 года |
| 40 | Знак ЦК КПСС, Совета министров СССР, ВЦСПС и ЦК ВЛКСМ «Победитель социалистического соревнования 1973 года» |                           | 5 января 1973    | 1973             | Постановление ЦК КПСС, Совмина СССР, ВЦСПС, ЦК ВЛКСМ от 5 января 1973 года № 15 |
| 41 | Значок «Ударник 1973 года» |                           | 18 января 1973   | 1973             | Постановление ЦК ВЛКСМ от 18 января 1973 года |
| 42 | Значок (с 1973 года - Знак) ЦК ВЛКСМ «Воинская доблесть» |                           | 3 апреля 1973    | 1968—1991        | Постановление Бюро ЦК ВЛКСМ №Б-19/2а от 12 марта 1968 года; постановлением Секретариата ЦК ВЛКСМ от 3 апреля 1973 года переименован в Знак ЦК ВЛКСМ «Воинская доблесть» |
| 43 | Знак ЦК ВЛКСМ «Молодой гвардеец пятилетки» I, II и III степени |                           | 26 июня 1973     | 1973—1978        | Постановление Бюро ЦК ВЛКСМ № 71/47 от 26 июня 1973 года |
| 44 | Знак ЦК ВЛКСМ «Лучшему учителю-комсомольцу» |                           | 10 июля 1973     | 1973—1991        | Постановление Бюро ЦК ВЛКСМ Б-72/10 от 10 июля 1973 года |
| 45 | Знак ЦК ВЛКСМ «Пионерскому вожатому» |                           | 9 августа 1973   | 1974—1991        | Постановление Бюро ЦК ВЛКСМ Б-73/2 от 9 августа 1973 года |
| 46 | Знак ЦК КПСС, Совета министров СССР, ВЦСПС и ЦК ВЛКСМ «Победитель социалистического соревнования 1974 года» |                           | 7 января 1974    | 1974             | Постановление ЦК КПСС, Совмина СССР, ВЦСПС, ЦК ВЛКСМ от 7 января 1974 года № 18 |
| 47 | Значок «Ударник 1974 года» |                           | 31 января 1974   | 1974             | Постановление от 31 января 1974 |
| 48 | Знак ЦК КПСС, Совета министров СССР, ВЦСПС и ЦК ВЛКСМ «Ударник девятой пятилетки» |                           | 27 февраля 1974  | 1974             | Постановление ЦК КПСС, Совмина СССР, ВЦСПС, ЦК ВЛКСМ от 27 февраля 1974 года «Об утверждении образца единого общесоюзного знака „Ударник девятой пятилетки“ и Положения о нём» |
| 49 | Знак и медаль ЦК ВЛКСМ «50 лет с именем Ленина» |                           | 12 июня 1974     | 1974—1979        | Постановление Секретариата ЦК ВЛКСМ от 12 июня 1974 года |
| 50 | Значок ЦК ВЛКСМ «За активную работу по охране общественного порядка» |                           | 13 августа 1974  | 1974—1991        | Постановление Бюро ЦК ВЛКСМ Б-7/1a от 13 августа 1974 года |
| 51 | Памятный знак ЦК КПСС, Совета Министров СССР, ВЦСПС и ЦК ВЛКСМ «За трудовую доблесть в девятой пятилетке» |                           | 9 января 1975    | 1976             | Постановление ЦК КПСС, Совета министров СССР, ВЦСПС, ЦК ВЛКСМ от 9 января 1975 года № 32 |
| 52 | Знак ЦК КПСС, Совета министров СССР, ВЦСПС и ЦК ВЛКСМ «Победитель социалистического соревнования 1975 года» |                           | 9 января 1975    | 1975             | Постановление ЦК КПСС, Совмина СССР, ВЦСПС, ЦК ВЛКСМ от 9 января 1975 года № 32 |
| 53 | Значок ЦК ВЛКСМ «Ударник 1975 года» |                           | 31 января 1975   | 1975             | Постановление от 31 января 1975 |
| 54 | Знак «Наставник молодёжи» |                           | 24 февраля 1975  | 1975—1991        | Постановление Президиума ВЦСПС и Бюро ЦК ВЛКСМ Б-16/5а от 24 февраля 1975 года «О дальнейшем развитии массового движения наставников молодых и рабочих и колхозников» |
| 55 | Значок ЦК ВЛКСМ «Активному организатору детского спорта» |                           | 14 ноября 1975   | 1975—1991        | Постановление Секретариата ЦК ВЛКСМ С-57/5а от 14 ноября 1975 года |
| 56 | Знак ЦК КПСС, Совета министров СССР, ВЦСПС и ЦК ВЛКСМ «Победитель социалистического соревнования 1976 года» |                           | 21 января 1976   | 1976             | Постановление ЦК КПСС, Совмина СССР, ВЦСПС, ЦК ВЛКСМ от 21 января 1976 года № 49 |
| 57 | Значок ЦК ВЛКСМ «Ударник 1976 года» |                           | 31 января 1976   | 1976             | Постановление от 31 января 1976 |
| 58 | Значок ЦК ВЛКСМ «Мастер-умелец» |                           | 24 мая 1976      | 1976—1991        | Постановление Бюро ЦК ВЛКСМ Б-38\4а от 24 мая 1976 года |
| 59 | Знак ЦК КПСС, Совета министров СССР, ВЦСПС и ЦК ВЛКСМ «Победитель социалистического соревнования 1977 года» |                           | 30 декабря 1976  | 1977             | Постановление ЦК КПСС, Совмина СССР, ВЦСПС, ЦК ВЛКСМ от 30 декабря 1976 года № 1081 |
| 60 | Знак ЦК КПСС, Совета министров СССР, ВЦСПС и ЦК ВЛКСМ «Победитель социалистического соревнования 1978 года» |                           | 30 декабря 1976  | 1978             | Постановление ЦК КПСС, Совмина СССР, ВЦСПС, ЦК ВЛКСМ от 30 декабря 1976 года № 1081 |
| 61 | Знак ЦК КПСС, Совета министров СССР, ВЦСПС и ЦК ВЛКСМ «Победитель социалистического соревнования 1979 года» |                           | 30 декабря 1976  | 1979             | Постановление ЦК КПСС, Совмина СССР, ВЦСПС, ЦК ВЛКСМ от 30 декабря 1976 года № 1081 |
| 62 | Знак ЦК КПСС, Совета министров СССР, ВЦСПС и ЦК ВЛКСМ «Победитель социалистического соревнования 1980 года» |                           | 30 декабря 1976  | 1980             | Постановление ЦК КПСС, Совмина СССР, ВЦСПС, ЦК ВЛКСМ от 30 декабря 1976 года № 1081 |
| 63 | Знак ЦК КПСС, Совета министров СССР, ВЦСПС и ЦК ВЛКСМ «Ударник 10 пятилетки» |                           | 30 декабря 1976  | 1976             | Постановление ЦК КПСС, Совмина СССР, ВЦСПС, ЦК ВЛКСМ от 30 декабря 1976 № 1081 |
| 64 | Знак ЦК КПСС, Совета министров СССР, ВЦСПС, ЦК ВЛКСМ «Молодой гвардеец X пятилетки» |                           | 30 декабря 1976  | 1976             | Постановление ЦК КПСС, Совета министров СССР, ВЦСПС, ЦК ВЛКСМ от 30 декабря 1976 года за № 1081 «О всесоюзном социалистическом соревновании за повышении эффективности производства и качества работы, успешное выполнение заданий десятой пятилетки»                                                |
| 65 | Памятный знак ЦК КПСС, Совета Министров СССР, ВЦСПС и ЦК ВЛКСМ «За высокую эффективность и качество работы в десятой пятилетке» |                           | 30 декабря 1976  | 1981             | Постановление ЦК КПСС, Совета министров СССР, ВЦСПС, ЦК ВЛКСМ от 30 декабря 1976 года за № 1081 «О всесоюзном социалистическом соревновании за повышении эффективности производства и качества работы, успешное выполнение заданий десятой пятилетки»                                                |
| 66 | Значок ЦК ВЛКСМ «Ударник 1977 года» |                           | 31 января 1977   | 1977             | Постановление от 31 января 1977 |
| 67 | Знак ЦК ВЛКСМ «За участие в сооружении Байкало-Амурской магистрали» |                           | 21 апреля 1978   | 1978—1989        | Постановление от 21 апреля 1978 года |
| 68 | Знак ЦК ВЛКСМ «За активную работу в студенческих отрядах» |                           | 26 октября 1978  | 1978—1991        | Постановление Бюро ЦК ВЛКСМ Б-6/9 от 26 октября 1978 года |
| 69 | Премия имени Ф. Э. Дзержинского |                           | 6 июля 1979      | 1979—1986        | Постановление Секретариата ЦК ВЛКСМ С-49/5а-115 от 6 июля 1979 года |
| 70 | Знак А. П. Гайдара |                           | 30 октября 1980  | 1980—1991        | Постановление Бюро ЦК ВЛКСМ С-97/35а от 30 октября 1980 года |
| 71 | Знак ЦК ВЛКСМ и КМО СССР «За укрепление мира, дружбы и солидарности молодежи» |                           | 14 января 1981   | 1981—1991        | Постановление Секретариата ЦК ВЛКСМ С-105/За от 14 января 1981 года |
| 72 | Знак ЦК КПСС, Совета министров СССР, ВЦСПС и ЦК ВЛКСМ «Ударник XI пятилетки» |                           | 26 марта 1981    | 1981             | Постановление ЦК КПСС, Совмина СССР, ВЦСПС, ЦК ВЛКСМ от 26 марта 1981 № 304 |
| 73 | Памятный знак ЦК КПСС, Совета Министров СССР, ВЦСПС и ЦК ВЛКСМ «За высокую эффективность и качество работы в одиннадцатой пятилетке» |                           | 26 марта 1981    | 1986             | Постановление ЦК КПСС, Совета министров СССР, ВЦСПС и ЦК ВЛКСМ от 26 марта 1981 года за № 304 «О всесоюзном социалистическом соревновании за успешное выполнение и перевыполнение заданий одиннадцатой пятилетки»                                                                                    |
| 74 | Значок ЦК ВЛКСМ «Мастер высоких урожаев» |                           | 7 июля 1981      | 1981—1991        | Постановление Секретариата ЦК ВЛКСМ от 7 июля 1981 года |
| 75 | Летопись комсомольской славы |                           | 28 июля 1981     | 1981—1991        | Постановление Бюро ЦК ВЛКСМ Б-48/6 от 28 июля 1981 года |
| 76 | Знак ЦК ВЛКСМ «Молодой гвардеец XI пятилетки» I и II степени |                           | 31 декабря 1981  | 1981             | Постановление ЦК ВЛКСМ от 31 декабря 1981 |
| 77 | Знак ЦК ВЛКСМ «За активное участие в охране природы» |                           | 23 декабря 1983  | 1983—1991        | Постановление Бюро ЦК ВЛКСМ от 23 декабря 1983 года |
| 78 | Памятный значок ЦК ВЛКСМ «60 лет с именем В. И. Ленина» |                           | 16 марта 1984    | 1984             | Постановление Бюро ЦК ВЛКСМ от 16 марта 1984 года |
| 79 | Знак ВЦСПС и ЦК ВЛКСМ «Лучший воспитатель общежития» |                           | 4 июня 1984      | 1984—1985        | Постановление ЦК ВЛКСМ от 4 июня 1984 года |
| 80 | Знак ЦК ВЛКСМ и Советского подготовительного комитета «За активное участие в подготовке и проведении XII Всемирного фестиваля молодёжи и студентов в г. Москве» |                           | 31 декабря 1985  | 1985             | Постановление 31 декабря 1985 |
| 81 | Знак ЦК ВЛКСМ «За успехи в труде» |                           | 9 июня 1986      | 1958             | Постановление от 9 июня 1986 года |
| 82 | Знак ЦК ВЛКСМ «За отличие в труде» |                           | 12 июня 1986     | 1986—1991        | Постановление от 12 июня 1986 года |
| 83 | Знак ЦК КПСС, Совета министров СССР, ВЦСПС и ЦК ВЛКСМ «Ударник XII пятилетки» |                           | 18 июня 1986     | 1986             | Постановление ЦК КПСС, Совмина СССР, ВЦСПС, ЦК ВЛКСМ от 18 июня 1986 № 735 |
| 84 | Знак ЦК ВЛКСМ и ВЦСПС «За активную работу по воспитанию детей и подростков» |                           | 19 августа 1986  | 1986             | Постановление от 19 августа 1986 года |
| 85 | Юбилейная Почётная грамота ЦК КПСС, Совета министров СССР, ВЦСПС и ЦК ВЛКСМ к 70-летию Великой Октябрьской социалистической революции |                           | 9 июня 1987      | 1987             | Постановление ЦК КПСС, Совмина СССР, ВЦСПС, ЦК ВЛКСМ от 9 июня 1987 № 646 «Об условиях и порядке награждения трудовых коллективов и передовиков производства юбилейной Почётной грамотой ЦК КПСС, Совета министров СССР, ВЦСПС и ЦК ВЛКСМ к 70-летию Великой Октябрьской социалистической революции» |
| 86 | Знак ЦК ВЛКСМ «За отличие в воинской службе» |                           | 28 июля 1988     | 1988—1991        | Постановление от 28 июля 1988 года |
| 87 | Знак ЦК ВЛКСМ и Государственного комитета СССР по народному образованию «За успехи в учебе и общественной работе» (красный — студентам высших учебных заведений, синий — учащимся средних специальных и профессионально-технических учебных заведений, зелёный — учащимся школ) |                           | 12 сентября 1988 | 1988—1991        | Постановление от 12 сентября 1988 года |